# Tomás Carbonell
| Estadísticas de Tomás Carbonell Lladó | Estadísticas de Tomás Carbonell Lladó |
| ------------------------------------- | ------------------------------------- |
| Origen:                               | Barcelona, España                     |
| Fecha de Nacimiento:                  | 7 de agosto de 1968 (56 años)         |
| Altura:                               | 1,77 m (5′ 10″)                       |
| Peso:                                 | 71 kg (156 lb)                        |
| Juego:                                | Diestro                               |
| Profesional desde:                    | 1987                                  |
| Retiro:                               | 2001                                  |
| Mejor Ranking ATP en Individuales:    | 40.º (15 de abril de 1996)            |
| Mejor Ranking ATP en Dobles:          | 22.º (9 de octubre de 1995)           |

Tomás Carbonell Lladó (Barcelona, 7 de agosto de 1968) es un extenista español que ganó 2 títulos en individuales y 22 en dobles, donde alcanzó sus mayores éxitos. Se retiró a finales de 2001, aunque en individuales lo hizo en la temporada 1999, ya que en las 2 temporadas siguientes solo disputó los dobles. 

## Finales de Grand Slam

### Campeón Dobles Mixto (1)
| Año  | Torneo        | Pareja                 | Oponentes en la final     | Resultado |
| 2001 | Roland Garros | Virginia Ruano Pascual | Paola Suárez Jaime Oncins | 7-5 6-3   |

### Individuales (2)
| Leyenda                |
| Grand Slam (0)         |
| Tennis Masters Cup (0) |
| ATP Masters Series (0) |
| ATP Tour (2)           |

| N.º | Fecha                | Torneo     | Superficie    | Oponente en la final | Resultado       |
| --- | -------------------- | ---------- | ------------- | -------------------- | --------------- |
| 1.  | 9 de febrero de 1992 | Maceió     | Tierra batida | Christian Miniussi   | 7-6(12) 5-7 6-2 |
| 2.  | 18 de junio de 1996  | Casablanca | Tierra batida | Gilbert Schaller     | 7-5 1-6 6-2     |

### Finalista en individuales (2)
- 1992: Bastad (pierde ante Magnus Gustafsson).
- 1994: Sankt Pölten (pierde ante Thomas Muster).

### Clasificación en torneos del Grand Slam en individuales
| Torneo             | 1999 | 1998 | 1997 | 1996 | 1995 | 1994 | 1993 | 1992 | 1991 | 1990 | 1989 | 1988 | 1987 | Títulos |
| ------------------ | ---- | ---- | ---- | ---- | ---- | ---- | ---- | ---- | ---- | ---- | ---- | ---- | ---- | ------- |
| Australian Open    | -    | -    | 2r   | -    | -    | 1r   | 2r   | -    | -    | 2r   | -    | -    | -    | 0       |
| Roland Garros      | -    | -    | -    | 2r   | 3r   | 1r   | 2r   | 1r   | 3r   | 1r   | 1r   | -    | 2r   | 0       |
| Wimbledon          | -    | -    | -    | 2r   | 3r   | 1r   | 1r   | 1r   | 1r   | 1r   | 3r   | -    | -    | 0       |
| US Open            | -    | -    | -    | 1r   | -    | 2r   | 1r   | 1r   | 1r   | 3r   | 1r   | 1r   | -    | 0       |
| Tennis Masters Cup |      |      |      |      |      |      |      |      |      |      |      |      |      |         |

### Dobles (22)
| Leyenda                |
| Grand Slam (0)         |
| Tennis Masters Cup (0) |
| ATP Masters Series (0) |
| ATP Tour (22)          |

| N.º | Fecha                    | Torneo            | Superficie    | Pareja             | Oponentes en la final                 | Resultado      |
| --- | ------------------------ | ----------------- | ------------- | ------------------ | ------------------------------------- | -------------- |
| 1.  | 29 de noviembre de 1987  | Buenos Aires      | Tierra batida | Sergio Casal       | Jay Berger Horacio De la Peña         | w/o            |
| 2.  | 17 de septiembre de 1989 | Madrid            | Tierra batida | Carlos Costa       | Francisco Clavet Tomáš Šmíd           | 7-5 6-3        |
| 3.  | 1 de octubre de 1989     | Burdeos           | Tierra batida | Carlos di Laura    | Agustín Moreno Jaime Yzaga            | 6-4 6-3        |
| 4.  | 24 de junio de 1990      | Génova            | Tierra batida | Udo Riglewski      | Cristiano Caratti Federico Mordegan   | 7-6 7-6        |
| 5.  | 7 de mayo de 1990        | Burdeos           | Tierra batida | Libor Pimek        | Mansour Bahrami Yannick Noah          | 6-3 6-7 6-2    |
| 6.  | 4 de agosto de 1991      | Kitzbuhel         | Tierra batida | Francisco Roig     | Pablo Arraya Dimitri Poliakov         | 6-7 6-2 6-4    |
| 7.  | 12 de julio de 1992      | Bastad            | Tierra batida | Christian Miniussi | Christian Bergstrom Magnus Gustafsson | 6-4 7-5        |
| 8.  | 11 de octubre de 1992    | Atenas            | Tierra batida | Francisco Roig     | Marcelo Filippini Mark Koevermans     | 6-3 6-4        |
| 9.  | 2 de mayo de 1993        | Madrid            | Tierra batida | Carlos Costa       | Luke Jensen Scott Melville            | 7-6 6-2        |
| 10. | 13 de junio de 1993      | Florencia         | Tierra batida | Libor Pimek        | Mark Koevermans Greg Van Emburgh      | 7-6 2-6 6-1    |
| 11. | 14 de noviembre de 1993  | Buenos Aires      | Tierra batida | Carlos Costa       | Sergio Casal Emilio Sánchez Vicario   | 6-4 6-4        |
| 12. | 26 de marzo de 1995      | Casablanca        | Tierra batida | Francisco Roig     | Emanuel Couto João Cunha-Silva        | 6-4 6-1        |
| 13. | 16 de junio de 1995      | Oporto            | Tierra batida | Francisco Roig     | Jordi Arrese Àlex Corretja            | 6-3 7-6        |
| 14. | 23 de julio de 1995      | Stuttgart Outdoor | Tierra batida | Francisco Roig     | Ellis Ferreira Jan Siemerink          | 3-6 6-3 6-4    |
| 15. | 8 de octubre de 1995     | Valencia          | Tierra batida | Francisco Roig     | Tom Kempers Jack Waite                | 7-5 6-3        |
| 16. | 14 de abril de 1996      | Estoril           | Tierra batida | Francisco Roig     | Tom Nijssen Greg Van Emburgh          | 6-3 6-2        |
| 17. | 11 de abril de 1999      | Estoril           | Tierra batida | Donald Johnson     | Jiri Novak David Rikl                 | 6-3 2-6 6-1    |
| 18. | 19 de septiembre de 1999 | Mallorca          | Tierra batida | Lucas Arnold       | Alberto Berasategui Francisco Roig    | 6-1 6-4        |
| 19. | 1 de octubre de 2000     | Palermo           | Tierra batida | Martín García      | Pablo Albano Marc-Kevin Goellner      | w/o            |
| 20. | 18 de febrero de 2001    | Viña del Mar      | Tierra batida | Lucas Arnold       | Mariano Hood Sebastián Prieto         | 6-4 2-6 6-3    |
| 21. | 25 de febrero de 2001    | Buenos Aires      | Tierra batida | Lucas Arnold       | Mariano Hood Sebastián Prieto         | 5-7 7-5 7-6(5) |
| 22. | 30 de septiembre de 2001 | Palermo           | Tierra batida | Daniel Orsanic     | Enzo Artoni Emilio Benfele            | 6-2 2-6 6-2    |

### Finalista en dobles (10)
- 1987: Sao Paulo (junto a Sergio Casal pierden ante Gilad Bloom y Javier Sánchez Vicario).
- 1990: Itaparica (junto a Marcos Aurelio Górriz pierden ante Mauro Menezes y Fernando Roese).
- 1994: Santiago (junto a Francisco Roig pierden ante Karel Novacek y Mats Wilander).
- 1994: Buenos Aires (junto a Francisco Roig pierden ante Sergio Casal y Emilio Sánchez Vicario).
- 1995: Dubái (junto a Francisco Roig pierden ante Grant Connell y Patrick Galbraith).
- 1995: Róterdam (junto a Francisco Roig pierden ante Martin Damm y Anders Jarryd).
- 1996: Casablanca (junto a Francisco Roig pierden ante Jiri Novak y David Rikl).
- 1996: Stuttgart Outdoor (junto a Francisco Roig pierden ante Libor Pimek y Byron Talbot).
- 1998: Amberes (junto a Francisco Roig pierden ante Wayne Ferreira y Yevgeny Kafelnikov).
- 1998: Lyon (junto a Francisco Roig pierden ante Olivier Delaitre y Fabrice Santoro).

### Clasificación en torneos del Grand Slam en dobles
| Torneo             | 2001 | 2000 | 1999 | 1998 | 1997 | 1996 | 1995 | 1994 | 1993 | 1992 | 1991 | 1990 | 1989 | 1988 | 1987 | Títulos |
| ------------------ | ---- | ---- | ---- | ---- | ---- | ---- | ---- | ---- | ---- | ---- | ---- | ---- | ---- | ---- | ---- | ------- |
| Australian Open    | -    | -    | -    | -    | 1r   | -    | -    | 2r   | 1r   | -    | -    | 1r   | -    | -    | -    | 0       |
| Roland Garros      | 2r   | SF   | SF   | 2r   | QF   | 1r   | 1r   | 1r   | 3r   | 3r   | 2r   | 1r   | QF   | 1r   | 2r   | 0       |
| Wimbledon          | 2r   | 1r   | 2r   | 1r   | -    | 2r   | 1r   | 1r   | -    | 1r   | 2r   | -    | 1r   | -    | -    | 0       |
| US Open            | 1r   |      | 2r   | 2r   | -    | 2r   | -    | 2r   | 1r   | 1r   | 1r   | QF   | 2r   | 2r   | -    | 0       |
| Tennis Masters Cup | -    | -    | -    | -    | -    | -    | -    | -    | -    | -    | -    | -    | -    | -    | -    | 0       |